# Madängsholm
Madängsholm – miejscowość (tätort) w Szwecji, w regionie administracyjnym (län) Västra Götaland, w gminie Tidaholm.
Według danych Szwedzkiego Urzędu Statystycznego liczba ludności wyniosła: 411 (31 grudnia 2015), 423 (31 grudnia 2018) i 417 (31 grudnia 2019).